# نهر أندرانوتسيميسيامالونا
نهر أندرانوتسيميسيامالونا (بالملغاشية: Andranotsimisiamalona) هو نهر يقع شمالي مدغشقر. تقع مصادر تغذيته في منطقة نجد أمبوهيترا. يصب نهر أندرانوتسيميسيامالونا في نهر ساهارينانا أعلى أنتاناناندرينيتيلو.